# Catedral del Sagrado Corazón (Mandalay)
La Catedral del Sagrado Corazón es el nombre que recibe un templo que pertenece a la Iglesia católica y se encuentra ubicada en la calle 81 entre las calles 25 y 26 en la localidad de Mandalay la segunda ciudad más grande del país asiático de Birmania. La catedral fue construida en 1890 por Mons. Pierre-Ferdinand Simon (1855-1893), de la Sociedad de las Misiones Extranjeras de París.
Funciona como la sede de la Arquidiócesis metropolitana de Mandalay (Archidioecesis Mandalayensis), sigue el rito romano o latino y esta decorada con los colores azul y blanco. Fue dedicada como su nombre lo indica al Sagrado Corazón de Jesús una devoción tradicional católica que honra al corazón de Jesús de Nazaret, como un símbolo de amor divino.
El templo ofrece misas en birmano toda la semana y viernes y sábados algunos servicios en inglés. En la parte exterior de la catedral se localiza una pequeña capilla con la imagen de Jesús.